# Quebrada Larga (ort)
Quebrada Larga är en ort i Honduras.   Den ligger i departementet El Paraíso, i den centrala delen av landet, 90 km öster om huvudstaden Tegucigalpa. Quebrada Larga ligger 474 meter över havet och antalet invånare är 1 217.
Terrängen runt Quebrada Larga är kuperad åt nordost, men åt sydväst är den platt. Runt Quebrada Larga är det ganska tätbefolkat, med 108 invånare per kvadratkilometer. Närmaste större samhälle är Ojo de Agua, 9,4 km söder om Quebrada Larga. Omgivningarna runt Quebrada Larga är en mosaik av jordbruksmark och naturlig växtlighet.